# Flórián Albert (ur. 1967)
Flórián Albert (ur. 12 grudnia 1967 w Budapeszcie) – węgierski piłkarz grający na pozycji ofensywnego pomocnika. Był reprezentantem Węgier. Syn Flóriána Alberta, także piłkarza, reprezentanta kraju i zdobywcy Złotej Piłki z 1967 roku.

## Kariera klubowa
Swoją karierę piłkarską Albert rozpoczął w klubie Ferencvárosi TC. W 1987 roku awansował do kadry pierwszej drużyny i w sezonie 1987/1988 zadebiutował w jej barwach w pierwszej lidze węgierskiej. W Ferencvárosi grał do końca sezonu 1996 roku. Z klubem tym wywalczył trzy tytuły mistrza Węgier w sezonach 1991/1992, 1994/1995 i 1995/1996 oraz dwa mistrzostwa Węgier w sezonach 1988/1989 i 1990/1991. Zdobył też cztery Puchary Węgier w sezonach 1990/1991, 1992/1993, 1993/1994 i 1994/1995.
W styczniu 1997 Albert przeszedł do izraelskiego klubu Maccabi Petach Tikwa. Po pół roku gry w nim wrócił do Ferencvárosi, z którym w sezonie 1997/1998 został wicemistrzem kraju. W sezonie 1998/1999 był piłkarzem francuskiego trzecioligowego klubu, Red Star FC. W sezonie 1999/2000 grał w BKV Előre SC, w którym zakończył karierę.
| Sezon   | Klub                 | Kraj    | Rozgrywki            | Mecze | Gole |
| ------- | -------------------- | ------- | -------------------- | ----- | ---- |
| 1987/88 | Ferencvárosi TC      | Węgry   | NB I                 | 5     | 0    |
| 1988/89 | Ferencvárosi TC      | Węgry   | NB I                 | 9     | 0    |
| 1989/90 | Ferencvárosi TC      | Węgry   | NB I                 | 7     | 0    |
| 1990/91 | Ferencvárosi TC      | Węgry   | NB I                 | 14    | 2    |
| 1991/92 | Ferencvárosi TC      | Węgry   | NB I                 | 23    | 8    |
| 1992/93 | Ferencvárosi TC      | Węgry   | NB I                 | 23    | 3    |
| 1993/94 | Ferencvárosi TC      | Węgry   | NB I                 | 20    | 7    |
| 1994/95 | Ferencvárosi TC      | Węgry   | NB I                 | 15    | 2    |
| 1995/96 | Ferencvárosi TC      | Węgry   | NB I                 | 21    | 5    |
| 1996/97 | Ferencvárosi TC      | Węgry   | NB I                 | 4     | 0    |
| 1996/97 | Maccabi Petach Tikwa | Izrael  | Ligat ha’Al          | 19    | 0    |
| 1997/98 | Ferencvárosi TC      | Węgry   | NB I                 | 25    | 3    |
| 1998/99 | Red Star FC          | Francja | Championnat National | 6     | 0    |
| 1999/00 | BKV Előre SC         | Węgry   | NB II                | 26    | 2    |

## Kariera reprezentacyjna
W reprezentacji Węgier Albert zadebiutował 15 kwietnia 1993 w przegranym 0:2 towarzyskim meczu ze Szwecją, rozegranym w Budapeszcie, gdy w 69. minucie zmienił Tibora Baloga. Grał w eliminacjach do MŚ 1994. Od 1993 do 1996 rozegrał w kadrze narodowej 6 meczów.